# Blechnum appendiculatum
Blechnum appendiculatum là một loài thực vật có mạch trong họ Blechnaceae. Loài này được Willd. mô tả khoa học đầu tiên năm 1810.

## Hình ảnh

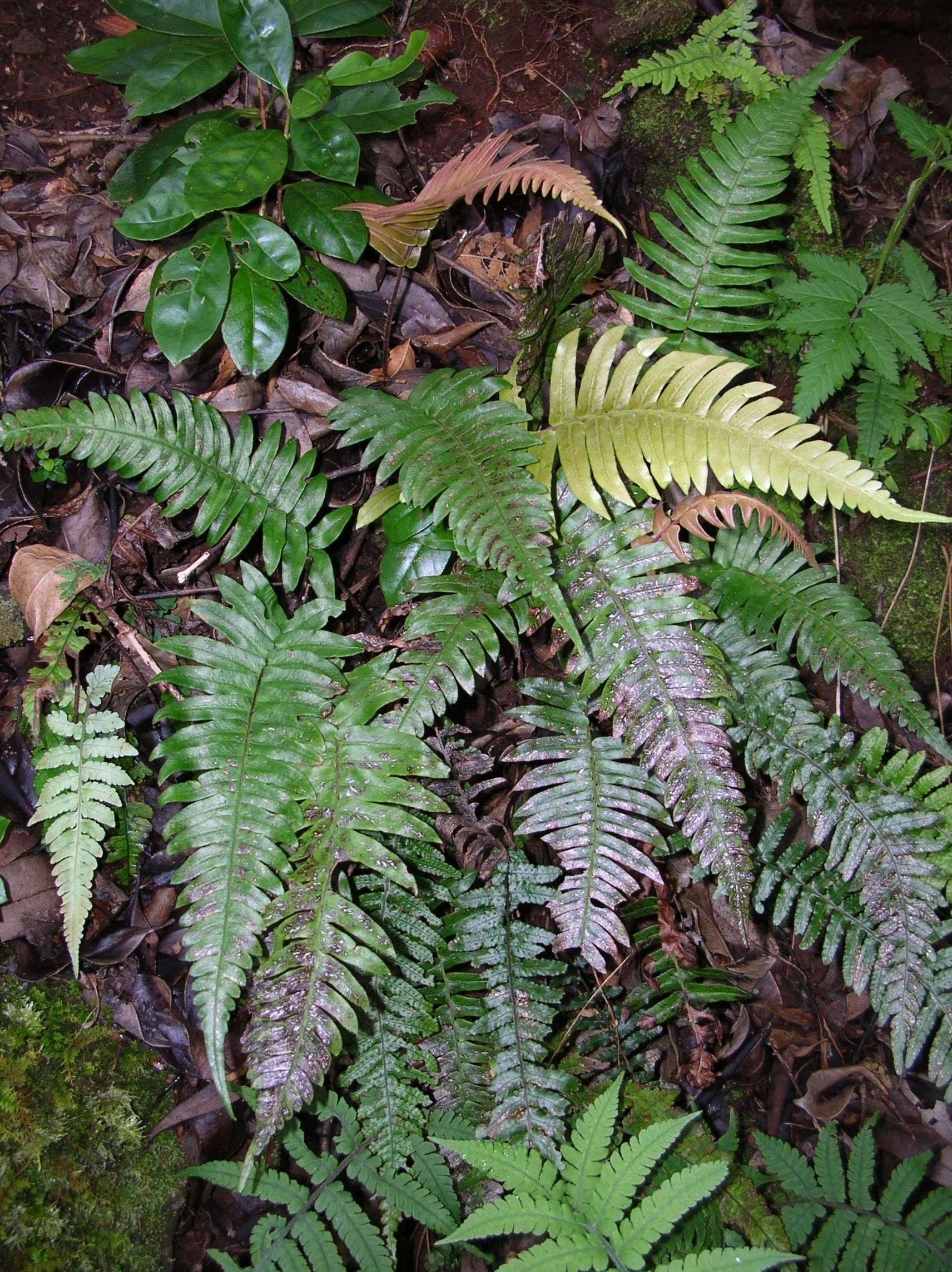
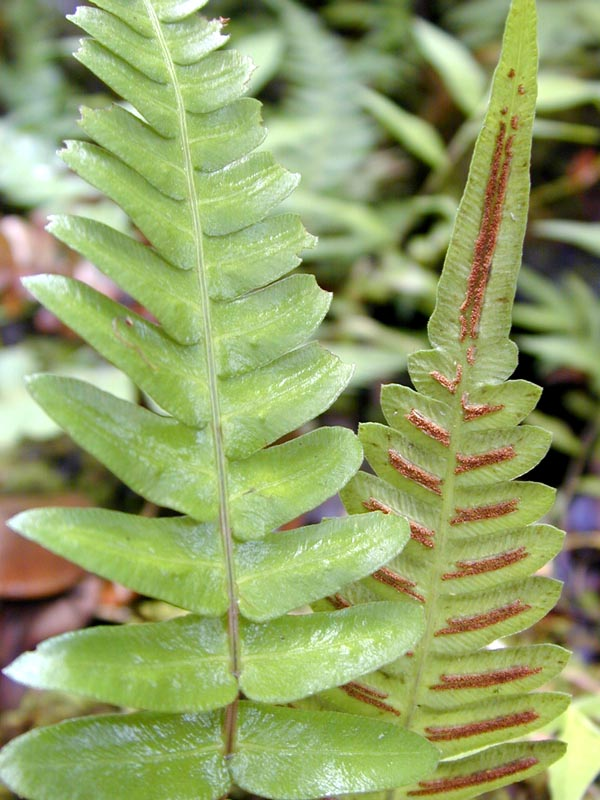
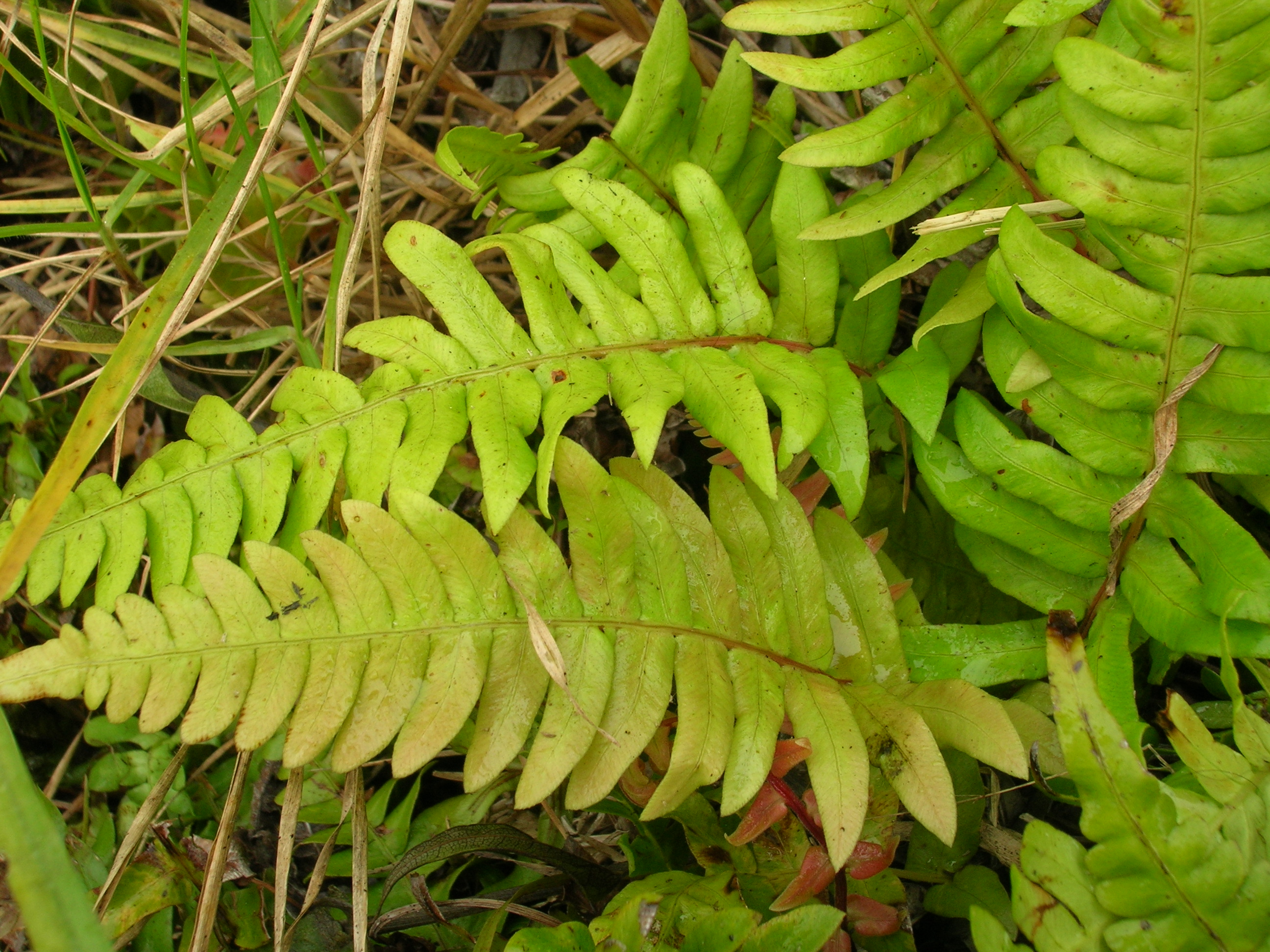